# William Stukeley
William Stukeley (Lincolnshire, 7 de novembro de 1687 – 3 de março de 1765) foi um clérigo anglicano e antiquário inglês que foi pioneiro na investigação arqueológica dos monumentos pré-históricos de Stonehenge e Avebury. Stukeley era amigo de Isaac Newton e estava entre os primeiros biógrafos de Newton.

## Pensamento
Hutton observou que Stukeley "sempre teve um forte traço de misticismo e interpretou vestígios antigos de acordo com noções estabelecidas sobre a natureza da religião primitiva". Ele tinha uma forte crença na divindade imanente. Sua crença em uma divindade imanente e interconectada levou-o a adotar idéias do pitagorismo e do neoplatonismo: do primeiro ele adotou a crença de que a música e os números expressavam a ordem divina enquanto do último ele adotou a noção de correspondências ocultas entre várias partes do mundo natural.

## Publicações
Uma bibliografia do trabalho publicado de Stukeley foi publicada na biografia de 2002 por Haycock:
| Ano  | Título | Local da publicação         |
| ---- | --- | --------------------------- |
| 1720 | An Account of a Roman Temple, and other Antiquities, near Graham's Dike in Scotland | Londres                     |
| 1722 | On the Spleen, its Description and History, Uses and Diseases... To which is Added Some Anatomical Observations in the Dissection of an Elephant                                                                  | Londres                     |
| 1723 | Of the Roman Amphitheater at Dorchester | Londres                     |
| 1724 | Itinerarium Curiosum, Or, An Account of the Antiquitys and Remarkable Curiositys in Nature or Art, Observ'd in Travels thro' Great Brittan. Illustrated with Copper Prints. Centuria I                            | Londres                     |
| 1733 | A Letter to Sir Hans Sloane, Bart. President of the College of Pbibliography: Stukeley's Principal Manuscriptphysicians, London, And of the Royal Society; About the Cure of the Gout, By Oils externally apply'd | Londres                     |
| 1735 | Of the Gout | Dublin                      |
| 1736 | Palaeographia Sacra: Or, Discourses on Monuments of Antiquity that Relate to Sacred History. Number 1. A Comment on an Ode of Horace, Shewing the Bacchus of the Heathen to be the Jehovah of the Jews            | Londres                     |
| 1740 | Stonehenge: A Temple Restor'd to the British Druids | Londres                     |
| 1742 | National Judgements the Consequence of a National Profanation of the Sabbath. A Sermon Preached before the Honourable House of Commons, at St Margaret's, Westminster                                             | Londres                     |
| 1743 | Abury: A Temple of the British Druids | Londres                     |
| 1743 | Palaeographia Britannica: Or, Discourses on Antiquities in Britain. Number I | Londres                     |
| 1746 | Palaeographia Britannica: Or, Discourses on Antiquities in Britain. Number II | Stamford                    |
| 1750 | The Philosophy of Earthquakes, Natural and Religious | Londres                     |
| 1750 | The Healing of Disease, A Character of the Messiah: A Sermon | Londres                     |
| 1752 | Palaeographia Britannica: Or, Discourses on Antiquities in Britain. Number III | Londres                     |
| 1756 | The Philosophy of Earthquakes, Natural and Religious, third edition | Londres                     |
| 1757 | The Medallic History of Marcus Aurelius Valerius Carausius, Emperor in Britain, Volume I | Londres                     |
| 1757 | An Account of Richard of Cirencester, Monk of Westminster, and of his Works: With his Antient Map of Roman Britain; And the Itinerary Thereof                                                                     | Londres                     |
| 1759 | The Medallic History of Marcus Aurelius Valerius Carausius, Emperor in Britain, Volume II | Londres                     |
| 1763 | Palaeographia Sacra. Or, Discourses on Sacred Subjects | Londres                     |
| 1763 | A Letter from Dr Stukeley to Mr MacPherson, On his Publication of Fingal and Temora, With a Print of Cathmor's Shield                                                                                             | Londres                     |
| 1776 | Itinerarium Curiosum, Or, An Account of the Antiquitys and Remarkable Curiositys in Nature or Art, Observ'd in Travels thro' Great Brittan. Centuria 2                                                            | Londres                     |
| 1882 | The Family Memoirs Volume I | Surtees Society vol. lxxiii |
| 1883 | The Family Memoirs Volume II | Surtees Society vol. lxxvi  |
| 1887 | The Family Memoirs Volume III | Surtees Society vol. lxxx   |
| 1936 | Memoirs of Sir Isaac Newton's Life | Londres                     |
| 1980 | The Commentarys, Diary, and Common-Place Book of William Stukeley | Londres                     |